# Нулта гравитација
Нулта гравитација или бестежинско стање је стање у којем сила земљине теже, нема никаквих утицаја, или чије се дејство не осећа у организму живих бића или на предметима. Иако је опсег дејства гравитације у принципу бесконачан, она у бестежинском стању практично не постоји (приближава се нули), или је њен утицај минималан (најчешће на нивоу микрогравитација) па се практично и не манифестује. Ово стање је најизраженије иза Карманове линије у свемиру.
Међутим, постоје простори на Земљи или у њеној атмосфери у којима дејство гравитације није приметно (или је једва приметно), као што је то у току слободног пада у вакууму или у сателитским системима и специјалним тренажним авионима.
Сматра се да гравитација и њено поље дејствују равномерно на масу свих објекта у референтним оквирима. Ова претпоставка важи када је величина региона који се посматра мала у односу на њихову удаљеност од центра гравитације суседних маса. Мала величина особе у односу на полупречник Земље је један такав пример. Насупрот томе, објекти у близини црне рупе, су предмет веома неуниформних гравитационих поља. Ова неуниформна поља у близини гравитационог тела производе локалну снагу привлачења силе плиме (или секундарног ефекат силе гравитације одговорног за плиму и осеку) унутар људског тела и унутар летелице. У близини Земље, ова униформна поља су одговорна за појаву микрогравитације. Зато се за нулту гравитацију често користи и термин микрогравитација, јер нулта гравитација у свемирском броду или у кабини тренажног авиона није „савршена“. 
Дуже излагање организма овом окружењу временом може изазвати поремећаје; система равнотеже, метаболизма воде, повраћање, губитак мишићне снаге, а по изласку из његовог дејства, и проблеме са стајањем и ходом. Зато се изучавањем овог стања и мерама заштите поред Агенција за свемирска истраживања бави и ваздухопловнокосмичка медицина.

## Основне поставке
Тежина је сила којом Земља привлачи неко тело, нпр, космонаута. Када космонаут оде у свемир, где нема или је минимална гравитацијска сила, он нећете имати тежину. Али и даље ће имате масу јер је маса мера количине материјала које садржи неко тело. Наравно маса и тежина су повезани, тежина је производ масе и гравитацијског привлачења. Тежина ће бити већа што је гравитацијска сила већа, али маса се неће променити.

### Тежина
Сила којом тело, услед гравитационог дејства, делује на непокретни ослонац или затеже нит о коју је обешено назива се тежина. Тежина тела је једнака гравитационој сили која на њега делује и њен интензитет тада је једнак производу масе тела и убрзања земљине теже.
{\displaystyle {\vec {Q}}=m\cdot {\vec {g}}}
где Q означава тежину, уместо уобичајене ознаке F за силу, док је m маса, g убрзање земљине теже.
Тежина је сила, векторска величина, која има исти правац и смер као и убрзање земљине теже. Она је за одређену масу тела константа, на истој тачки земљине кугле, исто као и земљино убрзање.

### Убрзање земљине теже
Физичка константа (g), која описује убрзање изазвано привлачном силом којом Земља делује на било које тело на нултој надморској висини назива се убрзање земљине теже или убрзање силе земљине теже ,
Вредност која је договорена и усвојена за ову величину 9,80665 m·s−2 на Генералној конференцији за тежине и мере 1903. године.
Ова вредност је приближно једнака убрзању слободног пада која се постижу на нивоу мора и око 45° географске ширине. Ова вредност није непроменљива већ зависи од географске ширине, надморске висине па чак и дела дана. Обично се узима приближна вредност 9,81 m/s².

### Гравитација
Физичка интеракција која изазива привлачење између тела, а што је последица њихове масе назива се гравитација или сила теже. Она је једна од четири основне силе које делују у природи, представља силу привлачења између материјалних тела свих величина - од атома до планета у галаксијама, звезда у универзуму, итд. Гравитација је сила којом планета Земља привлачи и држи све материјалне ствари (жива бића и предмете) на својој површини и још се назива и Земљина тежа. Сва материјална тела поседују силу гравитације, али су те силе далеко мање него сила Земљине теже која се осећа и на великој удаљености од Земље. Сила гравитације између тела маса {\displaystyle \mathbf {} m_{1}} i {\displaystyle \mathbf {} m_{2}} и износи;
{\displaystyle \mathbf {F} _{g}(\mathbf {r_{12}} )=-G{\frac {m_{1}m_{2}}{r_{12}^{3}}}\mathbf {r_{12}} }
где је;
{\displaystyle G=6,67428\cdot 10^{-11}} [N m2kg-2] — гравитациона константа,
{\displaystyle \mathbf {r_{12}} } — вектор њиховог међусобног положаја.
Како не постоји негативна маса (барем засад није откривена), не постоји ни одбојна гравитациона сила.

### Нулта гравитација или бестежинско стање
Стање у којем не делујући на тело гравитациона сила не изазива узајамни притисак његових саставних делова једно на друго (односно тело не делује на непокретни ослонац или не затеже нит о коју је обешено) назива се нулта гравитација или бестежинско стање.
Активност (дејство) гравитационог поља, било ког тела, као што је Земља, теоретски се простире на произвољно великој удаљености. Њено смањење дејства је у складу са законом универзалне гравитације, и никад не постаје нула. Према томе нулта гравитација нешто што је немогуће због присуства гравитације свуда у универзуму. Међутим, термин нулта гравитација се обично користи као синоним који подразумева ефективно бестежинског стања, занемарујући при томе плима ефекат.
Зато за нулту гравитацију (бестежинско стање) кажемо да оно настаје у условима у којима ефекат гравитације није компензован силом која се у класичној физици зове „реакција подршке" а то се дешава:
- Ако су објекти далеко од звезде, планете, месеца, или других сличних тела велике масе, тада су они изложени веома малој гравитационој интеракцији са њима. Ако су објекти у тачки која је једнака гравитационом привлачењу из више маса (као што су Лагранжове тачке), они ће доживети нулту гравитацију или када на мало тело делује само гравитација оно може да буде непокретно у односу на два већа тела (нпр. вештачки сателит у односу на Земљу и Месец).
- Ако су тела близу великих објекта, или се слободно убрзавају ка маси гравитационог убрзања, они су у слободном паду и бестежински су.

У физици, обе ситуације следе од Њутна предложени закон универзалне гравитације, који описује линеарно кретање и каже; ...да два материјална тела у универзуму привлаче једни друге силом која је директно пропорционална производу њихових маса а обрнуто пропорционална квадрату растојања између њихових центара.
Према овом закону, чак и мало повећање растојања између тела ће произвести велики пад гравитационе силе, јер сила опада са квадратом растојања. Када се тело креће од Земљине површине ка локацији бескрајно удаљеној од Земље, гравитациона сила тежи нули а тело бестежинском стању.
У правом смислу, тело може бити без утицаја гравитације или у бестежинском стању само када је бесконачно удаљено од свих осталих објеката. Таква ситуација, (осим за ефекте као што је микрогравитација), не може се разликовати од бестежинског стања због одсуства гравитације из оближњих тела.
... Када је током свемирских летова акцелерациона сила услед гравитације избалансирана са тангенцијалном и силом инерције које је повезане са кретањем летелица кроз простор настаје бестежинско стања - или микрогравитација, (како се често назива) - и има велики утицај на покрете човека у простору и његове физиолошке функције. Стање може бити изазвано, јако кратко време, и на земљи у почетним фазама слободног пада кроз атмосферу или се може генерисати током 12-40 секунди дугог лета авиона у параболи.... (Џон Ернстинг)
То најбоље илуструје ситуације која настаје за време наглог спуштања лифта. Особе у слободном паду доживљавају исти осећај као особе у лифту које не врше притисак ногама или не додирују под лифта већ могу слободно да лебде у њему све док лифт не достигне дно.
Покренута у орбиту око Земље летелица је увек у позицији да падне на њу. Однос је потпуно аналоган са падом лифта. Међутим, падајући ка Земљи, летелице је стално „промашује“ и без досезања до површине, она се креће у орбити око ње. Астронаут унутар орбиталне летелице доживљава бестежинско стања, јер акције и убрзање услед гравитације само по себи не изазивају осећај тежине, јер су све друге врсте сила које изазивају сензације (као што су механички притисак пода или других површина које изазива г-сила убрзања) одсутне. Потпуно и апсолутно бестежинског стања је недостижно, јер летелица је увек под утицајем било спољашњих или унутрашњих сила (у њој и око ње), поред дејства Земљине гравитације. Њих могу да изазову све врсте оперативних система и компоненти летелице, покрети и кретања астронаута, аеродинамичка интеракција летелице са горњим слојевима атмосфере итд.
То можемо описати овако; замислите да падате лифтом при чему благо додирује зидове тунела кроз који се креће лифт.
Ови „узнемиравајући“ фактори проузрокују мала убрзање летелице: љуљање, вибрације, итд. Вредности ових убрзања су милионити делови убрзања изазваних гравитацијом на Земљи. Зато тако мале пертурбација које често мењају резултате неких научних експеримената у свемирским летелицама, треба увек имати у виду, када расту промене унутар кристала у микрогравитацији.

### Микрогравитација
У пракси се за нулту гравитацију или бестежинско стање користи термин микрогравитација (µg) која је суштински бестежинско стање, у коме је g-сила напрезања у објектима услед ефекта плиме и осеке, око милионити део оног који влада на површини Земље.
Како би се постигло „стационарно“ (односи се на растојање од Земље или Сунца) микрогравитационо окружење, то захтева путовање у довољно велику „дубину“ свемира, како би се утицај гравитације небеских тела смањио скоро на нулу. Тако нпр да би се смањила тежина тела на један хиљадити део, оне коју тело има на Земљиној површини, потребно је да буде на растојању од ње 200.000 км.
Термин микрогравитација се односи на чињеницу да чак и тамо где је идеално очекивати савршену нулту гравитацију или доживљај бестежинско стања, то у ствари није случај. Другим речима, чак и у системима где се очекује да је тежина нула, или да влада нулта гравитација, у ствари се дешавају мала одступања од идеалног стања, тело је изложено гравитацији (значајно мањој) и ипак поседује малу тежинску вредност. Наиме у свемирском броду гравитација делује истовремено и на човека и на свемирски брод, а будући да у свемиру нема отпора кретању, гравитација привлачи човека и брод потпуно једнаким силама убрзања у истом смеру. Због тога човека ништа не привлачи ни према једном зиду свемирског брода, а не потпуно одсуство дејства гравитације.
У случају летелице у орбити око Земље, која се креће без потиска, микрогравитација може бити последица следећих фактора:
- Чак и онда када на човека у свемиру не делује земљина гравитација, ипак је он изложен гравитацији неког другог најближег свемирског тела (нпр кад је тело ван утицаја земљине теже на њега делује Сунчева гравитација која дејствујући на Земљу и остала тела у Сунчевом систему одржава њихово јединство у овом систему).[8]
- Примарно се радијална гравитациона сила, јавља око објеката који круже на различитим растојањима од центра Земље, различитим радијалним брзинама. То значи да ако особа у орбити (која има једну радијалну брзину) стави ноге на земљу, ноге би снажно привлачиле главу, (нпр као снага плиме).
- Сви објекти унутар летелице, масама привлаче једни друге, и генеришу резултанту већу од нуле и могу се измерити.
- Иако је врло разређена, атмосфера између 185 и 1000 км надморске висине ипак има ваздуха у траговима, што доводи до успоравања летелице због трења. Ова ситуација се сматра као терет у правцу кретања.
- Тела унутар летелице треба да имају своје авионске орбите. Као орбиталне равни се подразумевају, наравно, равни која садрже путању коју описује тело. Орбитална раван летелица пролази кроз центар Земље и садржи орбиталне путање. Тела која су „изнад“ треба да имају своје авионске орбите паралелне и изнад орбиталне равни летелица, док је, насупрот томе, они који су“ испод „треба да имају своје орбите паралелно авиону и испод орбиталне равни простора летелице.

### Гравитација на различитим удаљеностима
| Локација                       | Гравитација због | Гравитација због | Гравитација због      | Укупно          |
| Локација                       | Земља            | Сунце            | остатак Млечног пута  | Укупно          |
| ------------------------------ | ---------------- | ---------------- | --------------------- | --------------- |
| Земљина површина               | 9,81 m/s2        | 6 mm/s2          | 200 pm/s2 = 6 mm/s/yr | 9.81 m/s2       |
| Ниска Земљина орбита           | 9 m/s2           | 6 mm/s2          | 200 pm/s2             | 9 m/s2          |
| 200.000 km од Земље            | 10 mm/s2         | 6 mm/s2          | 200 pm/s2             | до 12 mm/s2     |
| 6×106 km од Земље              | 10 μm/s2         | 6 mm/s2          | 200 pm/s2             | 6 mm/s2         |
| 3,7×109 km од Земље            | 29 pm/s2         | 10 μm/s2         | 200 pm/s2             | 10 μm/s2        |
| Војаџер 1 (17×109 km од Земље) | 1 pm/s2          | 500 nm/s2        | 200 pm/s2             | 500 nm/s2       |
| 0,1 светлосна година од Земље  | 400 am/s2        | 200 pm/s2        | 200 pm/s2             | up to 400 pm/s2 |

## Утицај микрогравитације на човека
Лет у свемир са људском посадом био је вишегодишњи сан човечанства, све док није постао стварност, након првог лета Јурија Гагарина 1961. Даљу реализацију овог сна, наставио је првим, малим, корацима на Месецу Нила Армстронга и мисија Апола 11. Од тада, присуство људи и његове делатности у свемиру постају све учесталије. До сада, више од 486 астронаута и космонаута, летело је преко 100 км надморске висине (Карманова линија), и боравило у свемиру Трајање њиховог боравка се све више повећавало. Почев од 1 h, 48 min Јурија Гагарина, преко 4 h, 55 min Џона Глена, до више од годину дана.
Човечанство у 21. веку улази у нову еру, Међународних свемирских станица (МСС), које ће омогућити да у свемиру, (у коме су до сада искључиво боравили астронаути), бораве и грађани, који ће у овим станицама моћи да путују свемиром како би га спознали или живели у њему. Међутим, пре него што боравак у овом простору постане сигуран за човека, астронаутика и космичка медицина морају да реше много проблема, од којих је један нулта гравитација.
Трајно бестежинско стање, чијем дејству може бити изложен организам астронаута у току његовог боравка у свемиру или у тренажерима у току припрема за тај боравак, постиже се:
- Кружним кретањем, орбитирањем у Земљином гравитационом пољу (нпр. лебдење астронаута у њиховим свемирским бродовима док круже око Земље). Док се сателит или свемирска станица крећу око Земље, гравитација на њих делује као центрипетална сила, тј привлачи их и континуирано скреће на кружну путању. Масе летелица и астронаута опиру се промени смера кретања. Последица тог њиховог опирања, тј инерције (при брзини од 7,9 км/сек) је трајно бестежинско стање.
- Стварањем бестежинског стања кратког трајања, које се може постићи слободним падањем или параболичним кретањем авиона.

Код кретања сателита у свемиру, инерција тела манифестује се као реактивна, центрифугална сила (Галилеов - Закон инерције и Њутнов 3 - Закон акције и реакције). При брзини од 7,9 км/сек она је једнака центрипеталној или гравипеталној, (тј гравитацији која врши функцију центрипеталне силе), па је укида, анулира и омогућава лебдење. Тела губе тежину и не падају, тј не смањују удаљеност од хватишта центрипеталне силе која их привлачи - хватишта гравитационе силе, тј тачке средишта Земље.
Трајно бестежинско стање или стварна левитација (како се често назива) коме је изложено тело астронаута је, дакле, последица једнакости центрипеталне (гравипеталне) и центрифугалне (гравифугалне) силе при орбитирању око небеских тела. За време тог стања или левитација тела губе своју тежину, али не и масу и инерцију. Ова врста левитације функционална је и врло економична и на врло великим удаљеностима од тела у односу на које се збива. Она је неопходна за одржавање вештачких сателита у њиховим орбитама, али из искуства астронаута доказано је да може бити технички проблем и физиолошки штетна за људско здравље.
На основу медицинских истраживања, утврђено је да микрогравитација изазва спонтану адаптацију људског биолошког система на смањени утицај гравитације. Током дејства микрогравитације за обнављање хомеостазе (након студије на 160 астронаута) установљено је да је она постигнута после 45 дана, а реадаптација на земљину гравитације и нормализација стања после око 90 дана. Тако, понашање кардиоваскуларног система и других биолошких системе умногоме је завстан од употребе превентивних мера за време и после лета. Међутим, примена превентивних мера не може да пониште утицај микрогравитације на кардиоваскуларни систем и друге биолошке системе. Зато ће њене последице умногоме зависити од индивидуалних карактеристика отпорности организма астронаута.

### Технички проблеми
Бестежинско стање је углавном технички проблем јер захтева;
- Проналажење и примену посебних начина за узимање јела и пића (јер храна и пиће не остају у отвореним посудама већ лебде по кабини брода),
- Проналажење и примену посебних система за одстрањивање отпадака (нарочито излучевина)
- Конструисање рукохвата или других помагала за стабилизацију, управљање, како би се човек могао несметано кретати унутар и изван свемирског брода и са њим успешно управљао.

### Физиолошки проблеми
Гравитација није само сила земљине теже која делује на наше тело, већ и сигнал - знак који говори нашем телу како да се понаша. За неку ствар, она говори мишићима и костима колико они морају бити јаки да би је савладали. У нултој гравитацији, мишићи атрофирају брзо, јер тело доживљава да их не треба. Мишиће тело користе у борби против гравитације - попут оних у ногама и кичми, који одржавају тело у усправном положају, али могу изгубити око 20% своје масе ако се не користе. Зато мишићна маса у условима микрогравитације може да „нестаје“ брзином од око 5% недељно.
Губитак коштаног ткива у костима, може бити још екстремнији. Кости у свемиру атрофирају по стопи од око 1% месечно, а модели показују да би укупни губитак могао достићи 40 до 60% укупне коштане масе, након дуготрајних излагања микрогравитацији.
Досадашња истраживања показала су да по здравље астронаута физиолошки проблеми изазвани бестежинским стањем нису тако велики и несавладиви, и углавном су изазвани;
- Прерасподелом течности у телу због недостатка гравитације која ствара хидростатски притисак.
- Смањењем телесне активности, због недостатка потребе да се сила земљине теже савладава снагом мишића и њиховом контракцијом.

Ефекти уочени након дужег боравка у свемиру најчешће се манифестују променама, које ћемо у овом тексту приказати по физиолошким системима;

Редослед промена у организму астронаута под утицајем микрогравитације (опис слике);
- Прерасподеле крви у телу, из нижих делова тела у предео главе испољава се накупљањем течности у горњој половини тела и појавом запушења носа, главобољом, и отоком лица.
- Губитак воде из тела, (може бити значајан), изазван је активирањем заштитних механизма у организму који се одупиру хиперволемији.
- Прилагођавање микрогравитацији, након неколико дана боравка у свемиру због губитка дела течности и адаптације кардиоваскуларног система на утицај микрогравитације.
- Ортостатки поремећаји на земљи, настају након повратка на земљу, због померања (враћања) течности у доњи део тела, што изазива развој ортостатске хипотензије и синкопе (пад крвног притиска и несвестицу)

#### Кардиоваскуларни систем
Људско тело и његовог кардиоваскуларни систем од постанка на Земљи непрекидно су изложени утицају гравитације. Како око две трећине свакодневних активности људи обављају стојећи или седећи, Земљина гравитација утиче на прерасподелу великих количина телесних течности у ткивима и крви у крвним судовима према доњим деловима тела. Када људи стоје, крвни притисак у ногама може бити висок, око 200 ммХг. У мозгу, је међутим, вредност притиска само 60 до 80 ммХг. У свемиру, где сила земљине теже недостаје (или је на нивоу микрогравитације), од главе до пета нестаје градијент крвног притиска или је он безначајно низак. Крвни притисак се изједначава и постаје око 100 ммХг у целом телу. Зато астронаути добијају „подбули“ изглед лица и главе, и вретенасти „пилећи изглед ногу“, из којих се губи око литар течности, па оне постају све тање.
Зато је тело људи кроз еволутивни развој створило различите механизме како би се супротставило утицају гравитације и обезбедило довољан проток крви кроз мозак. У микрогравитационом окружењу, количина и расподела телесних течности се мења, јер тело и његов кардиоваскуларни систем ослобођено утицаја гравитације дистрибуира течности ка горњим деловима тела. Повишен крвни притисак у глави активира аларм, да тело има превише крви у глави и у току два до три дана у бестежинском стању, тело астронаута може да изгубе чак 22% сопственог волумена крви, као резултат тог механизма.
Ослобођено јачег утицаја гравитације, лице особе поприма другојачији изглед. Јавља се едем, посебно око очију, због проширења крвљу препуњених вена у лобањи, току прве фазе (дуготрајнијег) излагања микрогравитацији у свемиру. Субјективне тегобе изазване прерасподелом течности су; запушен нос, главобоља, и деформација лица, мучнина, повраћање, убрзан пулс, лабилан крвни притисак и смањење пулсног талас. Магнитуда ових промена, према досадашњим истраживањима, биле су највеће у току осмодневног лета (нпр. у мисији Џемини) да би у дужим мисијама, нпр. 14 дневној мисији, симптоми били мање изражени.
Ове промене покрећу у организму астронаута механизме који се супротстављају хиперволемији, што доводи до значајног губитка воде из организма. Зато упркос прерасподели течности настаје и њен губитак и укупно смањење телесне масе што на крају ране фазе свемирског лета, кардиоваскуларни систем астронаута полако прилагођава утицају микрогравитације и обезбеђује наставак боравка у свемиру са мање израженим тегобама. Међутим ове промена утиче на рад срца.
"Ако у циркулацији има мање крви срце астронаута не мора да је пумпа са већим напором као у условима пуне гравитације на земљи, што смањује функцију и напрезање срчаног мишића и резултује атрофијом његових мишићних влакана .."

##### Ортостатска нетолеранција
Поред губитка физичке кондиције, свемирски лет има негативне ефекте на кардиоваскуларни систем и друге регулаторне система, што погоршава индивидуална варијабилност толеранција на стрес и ортостатске промене изазване микрогравитацијом .
Наиме по повратку из свемира на Земљу, течност се под утицајем Земљине теже поново и брзо враћа у доње делове тела, што ствара тенденцију за развој, тзв ортостатске нетолеранције (микрогравитацијом индуковано стање повећане симпатичке активности) која се карактерише; ортостатском хипотензијом (снижењем крвног притиска), убрзанијим радом срца (тахикардија), малаксалошћу, краткотрајним поремећајем вида (сумаглица) и синкопом (краткотрајним губитком свести).
Етиологија ортостатске нетолеранције је непозната, али досадашња истраживања све више указују на њену мултифакторијалну патофизиологију, у којој доминира постојање индивидуалне преосетљивости на снижену гравитацију. На широк распон учесталости ортостатске нетолеранције (која се јавља код 20-83% астронаута и космонаута) поред индивидуалне преосетљивости утиче и дужина трајања изложености микрогравитацији. Зато је ортостатска нетолеранција, израженија након дужег излагања утицају микрогравитације, и повезана је са смањеним одговором мишићно симпатичке нервне активности као одговор на ортостатски стрес и оштећење барорефлексних функција.
Неколико система укључено је у патофизиолошке промене код постсвемирске ортостатске нетолеранције, у које спадају;
- Промене у аутономном нервном систему, изазване измењеном барорефлекснеом активношћу[32][33][34] и другојачијим адренергијским одговором[35][36]
- Венска неусаглашеност. Вене у људском ногама садрже ситне мишиће који реагују када се вене напуне крвљу. Њихова функција је да шаљу крв, навише („узбрдо“) ка срцу и тако одржавају крвни притисак. Али, у како у свемиру не постоји „узбрдо“, мали мишићи у венама губе своју функцију и мање су ангажовани - - прилагођавају се бестежинском стању. Током повратка из свемира мишићи су поново потребни, али су они привремено „заборавили“ своју функцију. После дужих свемирских летова „заборавност“ је већа а последице теже, јер вене не успевају да врате крв назад ка срцу и мозгу.[37]
- Промене функција срчане пумпе. Смањена контрактилна способност срчане пумпе изазвана атрофијом срчаног мишића и удружена се нарушеном функцијом вена због секундарно оштећене скелетно мишићне пумпе највероватније такође има важну додатну улогу у ортостатској нетолеранцији астронаута по повратку на земљу.[29][38][39][40]
- Промене у систему запреминске регулације течности.[41]
- Промене васкуларних функција и њихове реактивност преко азот оксид синтаза, зависних механизама .[42]

#### Мишићни систем
Истраживања током последњих 30 година остварила су значајан напредак у разумевању негативних утицаја микрогравитације на скелетне мишиће. Једна од најугроженијих система у условима боравка у свемиру је неуромишићни систем . Доказано је да боравак у бестежинском стању изазва атрофију, губитак снаге, смањење функционалног капацитета и повећан замор у скелетним мишићима удова. Студије спроведене на пацовима и људима показале су брз губитак ћелијске масе мишића у микрогравитацији. Код пацова, редукција мишићне масе кретала се до 37% и примећена је већ у првој недељи излагања микрогравитацији. Мишићи солеус показали су нешто већу учесталост атрофије од брзих мишића гастрокнемијуса.
Боравак у свемиру изазва промене у скелетним мишићима у првих неколико недеља, преферирајући прво атрофију мишића екстензоре а потом и флексора. Зато су најизраженије промене уочене у антигравитационим мишићима, као што су солеуси и гастрокнемијуси. На пример, максимална вољна контракције људских плантарних флексора је смањена за 20-48% након 6 месеци боравка у свемиру, док је за 21% уочен пад снаге у влакнима типа I, мишића солеуса, после 17 дана лета Спејс шатлом.
Атрофија мишића првенствено је резултат смањене синтезе протеина која је вероватно изазван одсуством антигравитационог оптерећења. Контрактилни протеини се сразмерно губе са другим ћелијских протеинима а танка актинска влакна непропорционално више губе миозин од дебљих влакана. Пад контрактилних протеина објашњава се смањењем дејства гравитационих сила по површине попречног пресека мишића, док се губитак протеина у танким влакнима може објаснити послелетним повећањем максималне брзине у скраћеним влакнима. Микрогравитацијом индуковани пад максимална снага мишића се делимично надокнађује повећањем брзине контракције у влакнима. Мишићна брзина која је додатно повећана микрогравитацијом изазива брзу реакцију миозин изозима у спорим влакнима и повећан одговор брзих влакана типа II. Не само да боравак у свемиру повећава осетљивост скелетних мишића и изазива њихова оштећења, већ се и након повратка на Земљу могу наставити или јавити слична оштећења.
Докази изведени код пацова указује да свемирски летови повећавају замор у мишићима, због смањене способност спорог солеуса да оксидира масти и повећаног утрошка гликогена у скелетним мишићима. Будуће студије на астронаутима, биће потребне како би се прецизно утврдили ћелијски и молекуларни механизми микрогравитацијом индуковане атрофије мишића и узроци губитка њихове функционалне способности. На основу тих искустава развили би се ефикасни превентивни програми вежбања као и друге мере заштите.

#### Коштани систем
Коштани систем је од посебног значаја за кретање одржавања положаја тела у условима гравитације на Земљи. Добро је познато да биомеханичка снага има важну улогу у развоју скелетног система . Недавно, је изнет податак да ће ове снага бити подједнако важна као и генетика у морфогенези, адаптацији и обликовању ткива. Зато су спроведене многе студије да идентификује промене и могуће механизаме промена на скелету, у условима микрогравитације, на ћелијском нивоу
Одрасло људско тело у свом коштаном ткиву има 1.000 до 1.200 грама калцијума и 400 до 500 грама фосфора. Више од 99% калцијума у је у облику хидроксиапатит у костима, и око 85% фосфора Према томе, функција коштаног ткива у великој мери зависи од метаболизма калцијума и фосфора. У нормалним костима постоји равнотежа између коштане структуре и ресорпције. Систем хормона и локални фактори регулишу преправке у костима, које укључују ћелије, њихову пролиферацију и прогресивну диференцијацију која доводи до ресорпције у костима и остеобластима и таложења и минерализације матрикса око остеобласта.
У условим микрогравитације у костима је поремећен склад између формирања и ресорпције кости на рачун губитка коштане масе . Тврди се да смањење функције остеобласта игра важну улогу у свемирским летом индукованом губитак коштане масе. Један од механизама у диференцијацији остеобласта је регулисан транскрипцијом фактора 2, активатора протеина-1 (Бета-АП-1), и разним другим транскрипционим факторима. Неусклађеност неког од ових фактора доводи до поремећаја између алкалне фосфатате и остеокалцина што може резултовати губитком коштане масе. Поред ових и већи број других фактора може постојати у контроли функција остеобласта, диференцијацији и матурацији.
Након хистолошког проучавања остеобласта после свемирског лета, утврђено је присуство повећање мање диференцираних (незрелих) и смањење више диференцираних (зрелаих) остеобласта, што сугерише да микрогравитација блокира неке путеве диференцијације у остеобластима . Истраживачи су такође указали да остеобласти и остеоцити одговарају на механичке надражаје у „ин витро“ условима, као што су и претходна истраживања показала да су генске експресије фактора раста и протеина измењене у микрогравитационим условима.
Такође у условима снижене гравитације, због промена у костима калцијум и фосфор се претерано излучују мокраћом и изметом. После око 10 дана боравка у бестежинском стању долази до губитка око 3,2% коштане масе. Губитак калцијума из костију на само да може да утиче на појаву мокраћних калкулуса (што је описано у посебном поглављу) већ може изазвати и јаке болове, а због смањене густине костију и губитка њихове чврстине и појаве спонтаних прелома.

#### Хематолошки и имунолошки систем
Једна од значајних промена у хематолошком и имунском систему у микрогравитацији је трансформација црвених крвних зрнаца, као главних компонента крви. Деведесет посто наших нормалних еритроцита су ћелије биконкавано-дискоидног облик (сличне крофни без рупе). У бестежинском стању, неки еритроцити мењају свој облик и трансформише у дугуљаст или лоптаст облик. Појава анемије (смањења броја црвених крвних зрнаца) је карактеристична промена која се може јавити у крви астронаута након четири дана од почетка свемирског лета. Број црвених крвних зрнаца после три месеца од свемирског лета опада за око 15% и праћена је субјективним тегобама, које се постепено губе након повратка на Земљу.
Активност лимфоцита, који се супротстављају инвазији микроорганизама и штите организам од инфекције, благо је снижена у микрогравитацији, Међутим због релативно „стерилних“ услова у свемирском броду, умањена функција леукоцита ретко изазива практичне проблеме.

#### Мокраћни систем
Национална агенција за аеро-наутику и Свемирска управа САД и руски свемирски програм објавили су више доказа да људи изложени микрогравитационом окружењу у свемиру имају већи ризик за развој камена у бубрегу. Повећану ресорпцију костију (већ описану у тексту) изазвану микрогравитацијом често прати хиперкалциурија и хиперфосфатурија (повећано излучивање мокраћом калцијума и фосфора), што значајно увећава концентрацију калцијумових соли, односно калцијум оксалата и калцијум фосфата у мокраћи. То уз друге факторе који владају у животној средини свемирске летелице и измењен начин исхране, прилагођен бестежинском стању, (мањи унос течности, енергије, протеина, калијума, фосфора и магнезијума) може негативно утицати на састав мокраће и још више увећати ризик од формирања камена у мокраћном систему астронаута током свемирских летова.
Такође смањена количине мокраће изазвана прерасподелом течности и повећаном диурезом (измокравањем) смањује волумен течности у организму астронаута, што мења пХ вредност (увећавајући киселост) мокраће и тиме доприноси већем ризику за стварања мокраћних камена (калкулуса). Ово су потврдили резултати истраживања спроведени у дуготрајним Шатл-Мир мисијама, у којима је уочен тренд мањег уноса течности, који је утицао на смањену количину урина у мокраћном систему. То стање је погодовало стварању камена састављених од кристала калцијумових соли.
Поред увећаног ризика за формирање калцијумових каменаца, промена метаболичког профила због промена у исхрани током лета, погодује и формирању каменаца састављених од кристала мокраћне киселине.
Повећан ризик се јављао код појединих астронаута брзо након излагања микрогравитацији, и настављао се током свемирских летова и после слетања. Зато је повећање дневне количине измокреног уринарна једина ефикасна противмера да се смањи ризик од формирања бубрежних камена одмах након свемирског лета. Међутим, количина измокреног урина у току лета не може у свим случајевима бити у потпуности ефикасна мера у смањењу потенцијалних ризик од формирања камена у бубрегу, због бројних промена у хемијском саставу урина астронаута изложених микрогравитацији.

#### Генетске промене
Целокупни еволутивни развој човековог живота на Земљи одвијао се под дејством земљине гравитације која је морала имати утицај на све структуре и функције организама. Током свемирски летова организам је изложен потпуно новим условима који владају у бестежинског стању, и у зависности од промена у тежини које они производе, јављају се и различите промене.
Тренутни подаци прикупљени у току бројних истраживања сугеришу да организми астронаута најчешће реагују променама физиолошких функција (већ описаним у тексту), које су у садашњем тренутку развоја астронаутике реверзибилне због кратког излагања бестежинском стању. Само све дужи свемирски летови, који се планирају у 21. веку, показаће да ли ће ове промене бити компензоване (реверзибилне), или ће довести до промене у важнијим системима организама укључујући и наследне особине.
У том смислу постоје докази да бестежинско стање има директан утицај на генетичка својства људског организма. Тако, су у обиму од 3%, у микроспорама уочене традесцантне абнормалне митозе ћелија (које контролним прегледима нису уочене на земљи). Бројне промене у различитим виталним системима у организмима који се дуже време у условима на земљи изложени бестежинским условима, указују на могућу појаву озбиљних поремећаја у њиховим активностима и наслеђу. Због вишег еволутивног положаја, у организму човека, треба очекивати и израженије ефекте.

## Мере превенције
У којој се мери, утицај убрзања од 0% - 100% у односу на гравитацију Земље и физиолошки проблеми у току дуготрајних боравака у свемиру тренутно могу ублажити је и даље је непознато. Предвиђања и резултати истраживања примена различитих противмера у борби против кључних, свемирским летом и микрогравитацијом, изазваних физиолошких проблема, приказана су у овој табели.
| Физиолошки системи | Вежбе/телесна активност | Медикаменти | Вештачка гравитација |
| ------------------ | ----------------------- | ----------- | -------------------- |
| Кардиоваскуларни   | Умерен                  | Умерен      | Висок                |
| Мишићнокоштани     | Умерен                  | Умерен      | Висок                |
| Имунолошки         | Низак                   | Висок       | Умерен               |
| Неуровестибуларни  | Ниједан                 | Умерен      | Низак                |
| Радијација         | Ниједан                 | Низак       | Ниједан              |

## Нулта гравитација виђена оком уметника и пером књижевника

### Нулта гравитација виђена пером књижевника
Због непознавања природних наука у књижевним делима нашли су се бројни погрешни описи нулте гравитације. Пошто списак ни изблиза није коначан, приказани су само неки гафови. При томе треба Имати у виду да је научна грешка у књижевном делу занемарљив недостатак и да ни на који начин не нарушава вредност књижевног дела.
Жил Верн
Понекад се, и најбољим писцима научне фантастике деси да киксну и ненамерно погреше у описивању нулте гравитације. Класични пример је дело Од „Земље до Месеца” Жила Верна. Силе инерције које настају када се брод из топа испали у правцу Месеца усмртиле би астронауте. Верн претпоставља да би се у току путовања Земљина сила гравитације постепено смањивала док би се сила Месечеве гравитације постепено појачавала до тренутка кад брод достигне тачку равнотеже где обе силе делују подједнако. Тек тада астронаути несметано лебде унутар брода. Верн је требало да зна да би његов брод био у слободном паду целим путем до Месеца и да би астронаути у сваком тренутку били у бестежинском стању. Још један гаф се дешава кад путници избаце мртвог пса и трупло лебди поред брода уместо да се великом брзином хоризонтално удаљава.
Х. Џ. Велс
Х. Џ. Велс је са прекором гледао на ове Вернове гафове, али у његовом роману „Први људи на Месецу” он прави подједнако апсурдну грешку. Не можемо му замерити што користи каворит, материју која штити брод од силе гравитације, јер Ајнштајн до тада још није објаснио да је немогуће направити било какав гравитациони штит. Код Велса се сви непричвршћени предмети концентришу у средишту сферичног брода јер се њихове масе привлаче. Наравно, због занемарљивости њихове гравитације, то је немогуће.